# 田和
田齊太公（？—前384年），本名田和，为大夫时称子禾子，田氏齐国开国君主。其父為田莊子、兄為田悼子，其妻為齊君母、孝大妃。陳完之十世孫。

## 生平
前391年，田和自立為齊君；放逐齊康公於海島，使食一城，以奉姜姓之祀。  
前386年，田和被周安王列為諸侯，沿用齊國名號；世稱田齊以示別於姜齊，史稱“田氏代齊”。
前379年齊康公薨，田氏并其食邑，至此姜太公之祭祀断绝。

## 家庭

### 妻妾
- 齊君母，正室，生齊侯田剡，田和庶子田午篡位殺田剡自立為齊侯，前364年，又殺害齊君母。[2]
- 孝大妃，生齊桓公田午。[3]

### 兒子
- 齊侯田剡，嫡子
- 齊桓公田午，庶子

### 孫子
- 孺子田喜，田剡之子
- 齊威王田因齊，田午之子